# Чартерис, Фрэнсис, 10-й граф Уимс
Фрэнсис Ричард Чартерис, 10-й граф Уимс (англ. Francis Richard Charteris, 10th Earl of Wemyss; 4 августа 1818 — 30 июня 1914) — британский дворянин и политик. Он носил титул учтивости — лорд Элхо с 1853 по 1883 год. Он основал Лигу защиты свободы и собственности.

## Титулатура
- 10-й граф Уимс (Пэрство Шотландии)
- 10-й лорд Уимс из Элхо (Пэрство Шотландии)
- 6-й виконт Пиблс (Пэрство Шотландии)
- 6-й лорд Дуглас из Найдпата, Лайна и Мунарда (Пэрство Шотландии)
- 6-й граф Марч (Пэрство Шотландии)
- 10-й лорд Элхо и Метхил (Пэрство Шотландии)
- 3-й барон Уимс из Уимса в графстве Файф (Пэрство Соединённого королевства)

## Происхождение и образование

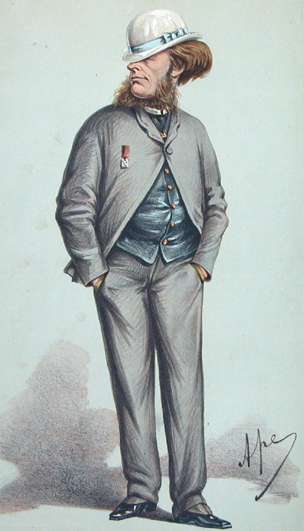
10-й граф Уимс, карикатура Карло Пеллегрини, 1870 год

Родился 4 августа 1818 года. Старший сын Фрэнсиса Уимса-Чартериса, 9-го графа Уимиса (1795—1883), и леди Луизы Бингем (1798—1882).
Его дедушкой и бабушкой по отцовской линии были Фрэнсис Дуглас, 8-й граф Уимс (1772—1853), и Маргарет Кэмпбелл (дочь шотландского землевладельца Уолтера Кэмпбелла, 3-го Шоуфилда и Айлея и 9-го Скипнесса). Его дедушкой и бабушкой по материнской линии были Ричард Бингем, 2-й граф Лукан (1764—1839), и леди Элизабет Беласис, третья дочь Генри Беласиса, 2-го графа Фоконберга, и бывшая жена Бернарда Говарда, 12-го герцога Норфолка.
Он получил образование в Итонском колледже и окончил колледж Крайст-Черч в Оксфорде, получив степень бакалавра.

## Карьера
Как лорд Элхо он был командующим офицером Лондонского шотландского стрелкового добровольческого полка в течение 17 лет с момента его формирования в 1859 году, получив звание подполковника. Ему приписывают разработку штыка-меча Элхо, который имел ограниченное применение в кампании Ашанти 1895—1896 годов.
Фрэнсис Чартерис был членом Ассоциации Кентербери с 27 марта 1848 года и входил в состав комитета управления.
Он развил интерес к альтернативной медицинской практике гомеопатии, даже став президентом Лондонской гомеопатической больницы до самой смерти.
Лорд Элхо заседал в Палате общин Великобритании от Ист-Глостершира (1841—1846) и Хаддингтона (1847—1883). Он также занимал должность младшего лорда казначейства (1852—1855)
С 1836 по 1866 год он был попечителем Национальной портретной галереи.
1 января 1883 года после смерти своего отца Фрэнсис Чартерис унаследовал титулы 10-го графа Уимса и 6-го графа Марча. С 1881 по 1901 год он был адъютантом королевы Виктории, а затем адъютантом короля Эдуарда VII с 1901 по 1910 год. Он также занимал должность заместителя лейтенанта Хаддингтона и Селкирка.

## Личная жизнь
29 августа 1843 года лорд Элхо женился первым браком на леди Энн Фредерике Ансон (22 февраля 1823 — 22 июля 1896), второй дочери Томаса Ансона, 1-го графа Личфилда, и Луизы Барбары Кэтрин Филлипс (младшей дочери Натаниэля Филлипса). У супругов было шесть сыновей и три дочери:
- Фрэнсис Чартерис (11 ноября 1844 — 22 июля 1870), умерший неженатым[1].
- Артур Чартерис (30 августа 1846—1847), умерший в младенчестве[1].
- Альфред Уолтер Чартерис (2 июня 1847 — 24 ноября 1873), лейтенант 71-го пехотного полка, участвовал в войне с Ашанти и погиб в море[1].
- Леди Эвелин Чартерис (27 августа 1849 — 18 июня 1939), которая вышла замуж за Джона Веси, 4-го виконта де Веси, в 1872 году[1].
- Леди Лилиан Харриет Чартерис (17 октября 1851 — 11 апреля 1914), которая вышла замуж за сэра Генри Пелли, 3-го баронета, в 1872 году. После его смерти она вышла замуж за сэра Генри Фрэнсиса Редхеда Йорка в 1882 году[1].
- Леди Хильда Чартерис (13 октября 1854 — 1 августа 1901), она вышла замуж в качестве своей первой жены за Уильяма Бродрика, 1-го графа Мидлтона, в 1880 году[1].
- Хьюго Ричард Чартерис, 11-й граф Уимс (25 августа 1857 — 12 июля 1937), который женился на Мэри Констанс Уиндем, старшей дочери достопочтенного Перси Скауэна Уиндема[1].
- Алан Дадли Чартерис (19 марта 1860 — 9 января 1901), лейтенант Колдстримского гвардейского полка, умер неженатым[1].
- Сэр Эван Эдвард Чартерис (29 января 1864 — 16 ноября 1940), попечитель Национальной портретной галереи, Национальной галереи, галереи Тейт и коллекции Уоллеса, который в 1930 году женился на леди Дороти (урожденной Браун) Гросвенор, вдове лорда Эдварда Артура Гровенора (младшего сына герцога Вестминстерского) и старшей дочери Валентина Брауна, 5-го графа Кенмэра, и Элизабет Баринг (старшей дочери Эдварда Баринга, 1-го барона Ревелстоука)[1].

После смерти своей первой жены 22 июля 1896 года он женился во второй раз в декабре 1900 года на достопочтенной Грейс Блэкберн (ок. 1857 — 13 февраля 1946), третьей дочери майора Джона Блэкберна и Мэри Уорбертон (дочери преподобного Чарльза Уорбертона, архидьякона Туама).
Лорд Уимс скончался 30 июня 1914 года в Лондоне. Вдовствующая графиня Уимс умерла 13 февраля 1946 года.

## Наследие
Залив Чартерис в гавани Литтелтон был выбран в качестве названия местности в ознаменование его роли в заселении Кентербери в Новой Зеландии.